# Romania trong Chiến tranh thế giới thứ hai
Trong Chiến tranh thế giới thứ hai, România là một trong những thành viên tích cực nhất của Phe Trục.
Sau khi Chiến tranh thế giới thứ hai bùng nổ vào ngày 1 tháng 9 năm 1939, Vương quốc România dưới thời Vua Carol II chính thức áp dụng quan điểm trung lập. Tuy nhiên, tình hình thay đổi nhanh chóng ở châu Âu trong năm 1940, cũng như những biến động chính trị trong nước, đã làm suy yếu lập trường này. Các lực lượng chính trị phát xít như Đoàn Vệ binh Sắt đã trở nên nổi tiếng và đầy quyền lực, thúc giục liên minh với Đức Quốc xã và các đồng minh của chúng. Khi vận may quân sự của hai nhà bảo đảm chính cho sự toàn vẹn lãnh thổ của Romania - Pháp và Anh - sụp đổ sau Trận chiến nước Pháp, chính phủ Romania đã quay sang Đức với hy vọng có được một sự đảm bảo tương tự, mà không biết rằng cường quốc thống trị châu Âu lúc bấy giờ đã đồng ý các yêu sách lãnh thổ của Liên Xô trong một nghị định thư bí mật của Hiệp ước Xô-Đức năm 1939.

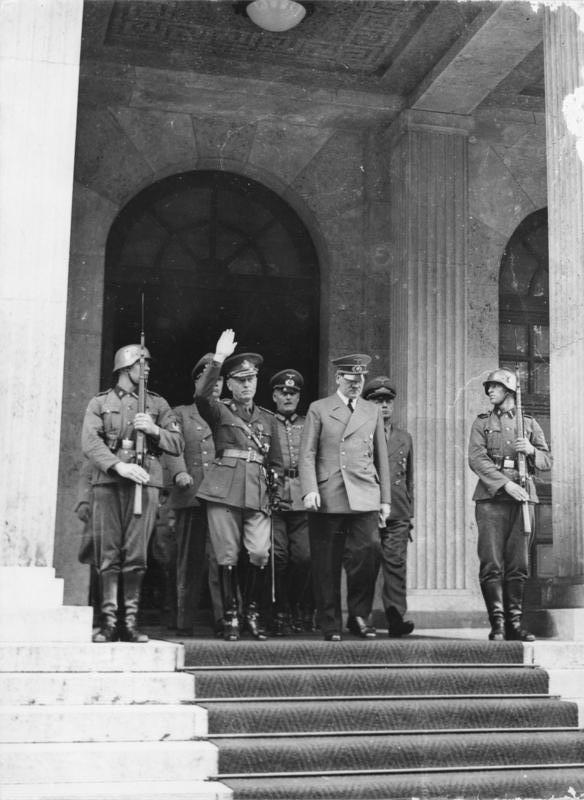
Thống chế Đức Wilhelm Keitel cùng với Thủ tướng Romania Ion Antonescu, năm 1941.

Một con tem của Romania năm 1941 có hình hai người lính Đức và Romania. Dòng chữ phía dưới có nghĩa: "Cuộc chiến tranh thần thánh chống chủ nghĩa Bolshevick.

Vào mùa hè năm 1940, một loạt tranh chấp lãnh thổ đã được giải quyết ngoại giao một cách bất lợi cho Romania, dẫn đến việc nước này bị mất hầu hết lãnh thổ giành được sau Chiến tranh thế giới thứ nhất. Điều này đã kích động các phe phái quân sự tổ chức một cuộc đảo chính biến đất nước thành một chế độ độc tài dưới thời Nguyên soái Ion Antonescu. Chế độ mới cương quyết đưa đất nước đi theo hướng phe Trục, chính thức gia nhập phe Trục vào ngày 23 tháng 11 năm 1940. Là một thành viên của phe Trục, Romania tham gia cuộc xâm lược Liên Xô vào ngày 22 tháng 6 năm 1941, cung cấp thiết bị và dầu cho Đức Quốc xã cũng như đưa quân đến Mặt trận phía Đông nhiều hơn tất cả các đồng minh khác của Đức cộng lại. Lực lượng Romania đã đóng một vai trò lớn trong các cuộc giao tranh ở Ukraine, Bessarabia, Stalingrad và các nơi khác. Quân đội Romania phải chịu trách nhiệm về cuộc đàn áp và tàn sát lên đến 260.000 người Do Thái trong các vùng lãnh thổ do Romania kiểm soát, mặc dù hầu hết những người Do Thái sống bên trong Romania đều sống sót sau những điều kiện khắc nghiệt. Theo nhà sử học và tác giả Mark Axworthy, quân đội phe Trục thứ hai ở châu Âu là Romania; tuy nhiên, điều này bị tranh cãi vì nhiều người đồng ý rằng vị trí này thuộc về quân đội Ý.
Khi tình thế chiến tranh quay sang bất lợi cho phe Trục, Romania đã bị quân Đồng minh ném bom từ năm 1943 trở đi và bị quân đội Liên Xô tiến công vào năm 1944. Với sự ủng hộ của dân chúng, sự tham gia của Romania trong cuộc chiến đã giảm dần và sự sụp đổ các mặt trận Đức-Romania dưới sự tấn công dữ dội của Liên Xô, Vua Michael I của Romania đã lãnh đạo một cuộc đảo chính lật đổ chế độ Antonescu và đưa Romania đứng về phía Đồng minh trong thời gian còn lại của cuộc chiến; Antonescu bị hành quyết vào tháng 6 năm 1946. Mặc dù sự liên kết muộn này với bên chiến thắng, Đại Romania đã không thể phục hồi, tuy nhiên đất nước đã có thể giành lại Bắc Transylvania từ Hungary.